# تسرناتووو
تسرناتووو (به صربی: Crnatovo) یک منطقهٔ مسکونی در صربستان است که در ولاسوتینتسه واقع شده‌است. تسرناتووو ۱۷۶ نفر جمعیت دارد.